# Los Telares
Los Telares ist die Hauptstadt des Departamento Salavina in der Provinz Santiago del Estero im nordwestlichen Argentinien. Sie liegt 247 Kilometer von der Provinzhauptstadt Santiago del Estero entfernt und ist über die Ruta Nacional 34 und Ruta Nacional 9 mit ihr verbunden. In der Klassifikation der Gemeinden der Provinz ist sie als Gemeinde der 3. Kategorie eingeteilt.

## Bevölkerung
Los Telares hat 2.032 Einwohner (2001, INDEC), das sind 19 Prozent der Bevölkerung des Departamento Salavina.